# Mohamed Mahmoud Ould Ahmed Louly
Mohamed Mahmoud Ould Ahmed Louly (en arabe : محمد محمود ولد أحمد لولي), né le 1er janvier 1943 à Tidjikdja (Afrique-Occidentale française) et mort le 16 mars 2019 à Nouakchott, est un officier militaire et homme d'État mauritanien.
Il est président de la Mauritanie du 3 juin 1979 au 4 janvier 1980.

## Biographie
Mohamed Mahmoud Ould Ahmed Louly est entré dans l'armée mauritanienne en novembre 1960, l'année de l'Indépendance du pays, et a été formé dans des académies militaires françaises. Il a ensuite occupé plusieurs postes de responsabilité dans le gouvernement de Moktar Ould Daddah.
En juillet 1978, il était membre fondateur du Comité militaire pour le redressement national (CMRN), qui, sous la direction de Moustapha Ould Mohamed Salek, le 10 juillet 1978, renverse le président Moktar Ould Daddah en raison du conflit au Sahara Occidental.
Le 6 avril 1979, Ould Louly et Ahmed Ould Bouceif soutenus par le Lieteunant-Colonel Mohamed Khouna Ould Haidalla et le nouveau Comité militaire de salut national (CMSN) renversent lors d'un putsch le président Moustapha Ould Mohamed Saleck en raison de sa perte d'influence et de pouvoir au sein du Comité militaire, mais aussi en raison de nombreux problèmes sociaux et économiques découlant du conflit au Sahara occidental et le fossé grandissant entre les Arabes et les Noirs d'Afrique dans le pays.
Le 4 janvier 1980, son Premier ministre, Mohamed Khouna Ould Haidalla, le destitue. Il se retire ensuite de la vie politique.
Il est réputé intègre et pieux.
Il meurt paisiblement le 16 mars 2019 à Nouakchott.